# Miguel Camargo
Miguel Elias Camargo Cañizalez, plus couramment appelé Miguel Camargo, est un footballeur international panaméen, né le 9 mai 1993 à Panama. Évoluant au poste de milieu offensif, il joue au Tauro FC.

## Palmarès
Chorrillo FC
- Champion du Panama en 2014 (tournoi de clôture)

## Statistiques

### Statistiques détaillées par saison
Le tableau ci-dessous récapitule les statistiques en match officiel de Miguel Camargo :
| Saison                | Club                      | Championnat           | Championnat | Championnat | Coupe(s) nationale(s) | Coupe(s) nationale(s) | Compétition(s) continentale(s) | Compétition(s) continentale(s) | Compétition(s) continentale(s) | Autres compétitions | Autres compétitions | Autres compétitions | Total | Total |
| Saison                | Club                      | Division              | M.          | B.          | M.                    | B.                    | Comp.                          | M.                             | B.                             | Comp.               | M.                  | B.                  | M.    | B.    |
| 2012                  | Chorrillo FC              | 1                     | 3           | 0           | -                     | -                     | -                              | -                              | -                              | -                   | -                   | -                   | 3     | 0     |
| 2013                  | Chorrillo FC              | 1                     | 16          | 2           | -                     | -                     | -                              | -                              | -                              | -                   | -                   | -                   | 16    | 2     |
| 2014                  | Chorrillo FC              | 1                     | 22          | 3           | -                     | -                     | LCC                            | 4                              | 0                              | Playoffs            | 5                   | 0                   | 31    | 3     |
| 2015                  | CD Águila (prêt)          | 1                     | 11          | 1           | -                     | -                     | -                              | -                              | -                              | -                   | -                   | -                   | 11    | 1     |
| 2015                  | Chorrillo FC              | 1                     | 10          | 1           | -                     | -                     | -                              | -                              | -                              | Playoffs            | 2                   | 0                   | 12    | 1     |
| 2016                  | Mineros de Guayana (prêt) | 1                     | 17          | 8           | -                     | -                     | -                              | -                              | -                              | Playoffs            | 2                   | 1                   | 19    | 9     |
| Total sur la carrière | Total sur la carrière     | Total sur la carrière | 79          | 15          | -                     | -                     | -                              | 4                              | 0                              | -                   | 9                   | 1                   | 92    | 16    |

### Buts internationaux
| No | Date           | Lieu                                              | Adversaire | Résultat | Compétition             |
| -- | -------------- | ------------------------------------------------- | ---------- | -------- | ----------------------- |
| 1  | 14 juin 2016   | Lincoln Financial Field, Philadelphie, États-Unis | Chili      | 2-4      | Copa América Centenario |
| 2  | 8 juillet 2017 | Nissan Stadium, Nashville, États-Unis             | États-Unis | 1-1      | Gold Cup 2017           |